# کریستی کوال
کریستی کوال (به انگلیسی: Kristy Kowal) (زادهٔ ۹ اکتبر ۱۹۷۸) شناگر اهل ایالات متحده آمریکا است.